# Torreblanca
Torreblanca település Spanyolországban, Castellón tartományban. Torreblanca Alcalà de Xivert, Benlloch és Cabanes községekkel határos. Lakosainak száma 5674 fő (2024).

## Népesség
A település népessége az elmúlt években az alábbi módon változott:

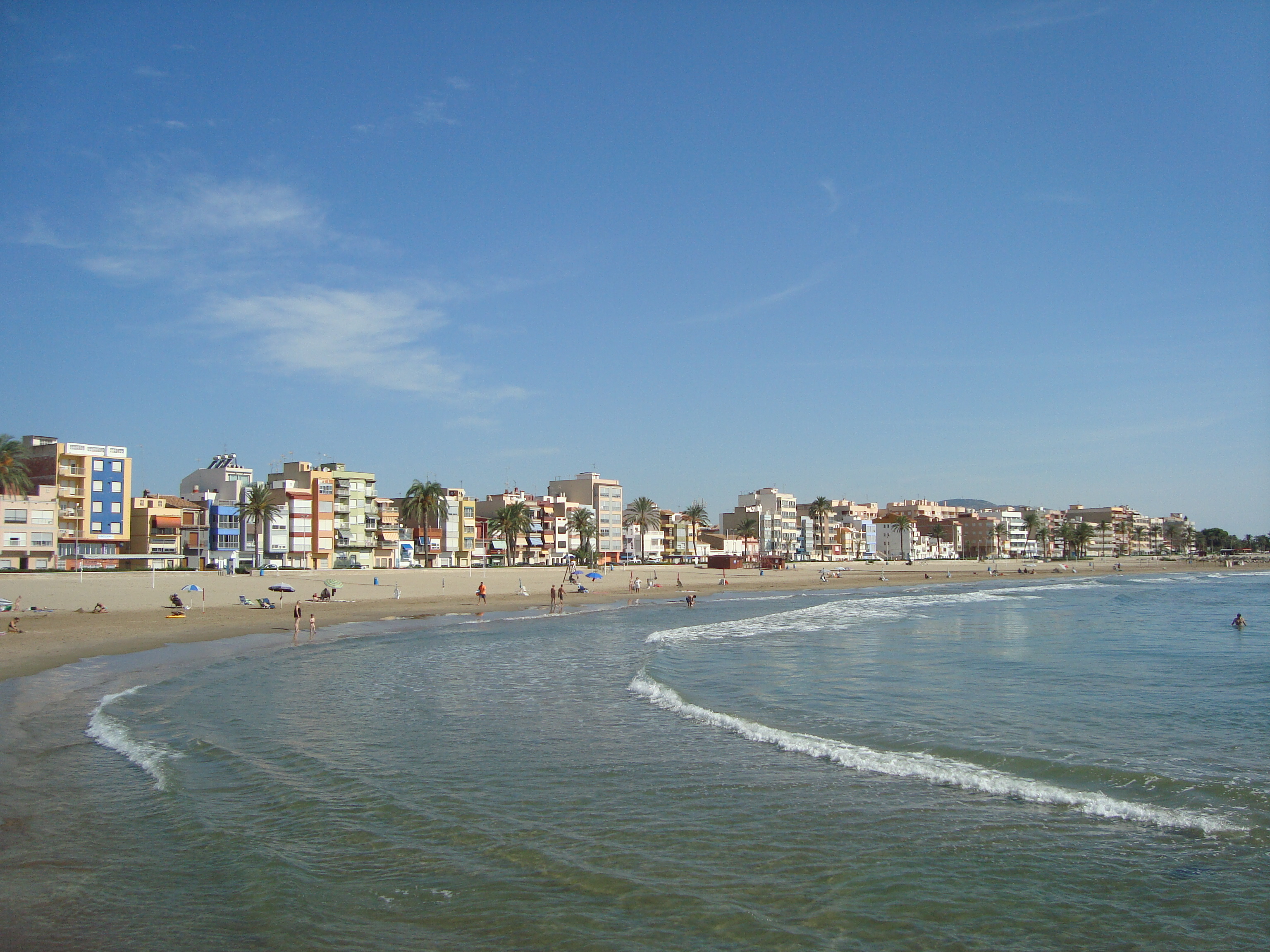
Torrenostra nevű strand

| Lakosok száma | 4834 | 5430 | 5884 | 6115 | 5718 | 5520 | 5398 | 5528 | 5606 | 5674 |
|               | 2001 | 2004 | 2006 | 2009 | 2011 | 2014 | 2016 | 2019 | 2021 | 2024 |